# 나디아 파크스
나디아 소피아 파크스(영어: Nadia Sofia Parkes, 1995년 12월 31일 ~ )는 영국의 배우이다.

## 출연 작품
- 스패니쉬 프린세스 (2019–2020)
- 닥터 후 (2020)
- 스타스트럭 (2021)
- 도미나(드라마) (2021)-리비아 드루실라(청년) 역
- 사생아와 악마 그 자체 (2022)
- 이것은 크리스마스입니다 (2022)